# Domnall Ua hÉnna
Domnall Ua hÉnna (* 1021 oder 1022 in Irland; † 22. November 1098) war Bischof von Munster bzw. Killaloe und Gründer der Reformbewegung der irischen Kirche. Er kann als Vorgänger der späteren Erzbischöfe von Cashel angesehen werden.

## Herkunft
Domnall gehörte einer in Killaloe alteingesessenen Familie an, die in den Annalen von Inisfallen mehrfach erwähnt wird. So wird ein Sohn Énnas, der als Nachfolger Flannáns im Jahr 1030 verstarb, genannt und es findet sich ein Eintrag über einen Chormönch der Ua hÉnnas, der 1095 mit zu den Opfern einer Epidemie gehörte.
Killaloe und damit auch die Familie der Nachfahren Énnas erlangte ihre hervorgehobene Bedeutung erst im 11. Jahrhundert durch Brian Boru und seine Nachfolger, die ein ihrer Herrschaft zugeordnetes geistliches Zentrum wünschten. Hierfür wurde mit Killaloe der Stammsitz der Herrscherfamilie gewählt, obwohl dieser zuvor keine Bedeutung besaß und entsprechend nie vor dem Ende des 10. Jahrhunderts in den Annalen erwähnt worden ist.

## Wirken als Bischof
Es ist nicht überliefert, wann und durch wen Domnall zum Bischof geweiht worden ist. Wir wissen nur, dass er als Bischof insbesondere auch die Rolle als oberster geistlicher Führer und Berater der Könige von Munster hatte. In dieser Funktion diente er zunächst bis 1086 Toirrdelbach Ua Briain, dem Enkel von Brian Boru, und danach dem als König nachfolgenden Sohn Muirchertach. Eine moderne Diözesanverwaltung mit klar abgegrenzten Grenzen sollte erst später in der Synode von Rathbreasail 1111 folgen, so dass Domnalls Wirkungsbereich dem seiner Könige entsprach.

## Briefwechsel mit den Erzbischöfen von Canterbury
1070 wurde mit Stigand der letzte angelsächsische Erzbischof von Canterbury durch die Initiative Wilhelms des Eroberers abgesetzt. Es folgte Lanfrank, der sogleich damit begann, die englische Kirche zu reformieren, die Vorherrschaft über York zu sichern und seine geistliche Vorherrschaft auch über Irland auszudehnen.
Eine Aufforderung hierzu enthielt auch das im Juli 1073 von Papst Gregor VII. kurz nach seinem Amtsantritt verfasste Schreiben an Lanfrank, sich insbesondere auch der Iren anzunehmen, über die er gerüchteweise vernommen hätte, dass sie nicht nur rechtmäßige Ehefrauen verlassen, sondern diese sogar verkaufen würden. Die Gelegenheit, dieser Bitte nachzukommen, ergab sich dann im darauffolgenden Jahr, als der von Lanfrank frisch geweihte Bischof von Dublin Gilla Pátraic auf seiner Rückreise Briefe an Gofraid, den damaligen König von Dublin, und an Toirrdelbach mitnehmen konnte.
Entsprechend verdammt Lanfrank in seinem Schreiben an Toirrdelbach das in Irland praktizierte Recht auf Scheidung und die Möglichkeit der Wiederverheiratung als Gesetz der „Unzucht“.
Offenbar wohlinformiert, geht Lanfrank in seinem Schreiben aber noch auf weitere Punkte ein. So kritisiert er die irische Praxis, Bischöfe von einem einzelnen Bischof weihen zu lassen, die Zuordnung vieler Bischöfe nur zu winzigen Gemeinden, die Taufe von Kindern ohne geweihtes Chrisam, und die Entgegennahme von Geld durch Bischöfe für geistliche Dienste.
Dieser Kontakt gab wohl den Anlass für den um 1080 von Domnall an Lanfrank verschickten Brief mit sowohl geistlichen als auch weltlichen Fragen. Dieses Schreiben ist nicht erhalten geblieben, wohl aber die an Domnall adressierte Antwort, die zwar die Beantwortung weltlicher Fragen ablehnte, aber ausführlich auf die geistlichen Fragen einging.  Eine der Fragen bezog sich darauf, ob es notwendig sei, in Todesnot befindlichen Kindern das Abendmahl zu geben, um sie zu erretten. Diese Frage wurde von Lanfrank vehement verneint, und Lanfrank betonte, dass solche Auffassungen weder in der englischen noch in den kontinentalen Kirchen gelten würden.
Etwa um 1095 wurde der Kontakt von Anselm, dem 1093 eingesetzten Nachfolger von Lanfrank, mit einem an alle Bischöfe Irlands adressierten Schreiben fortgesetzt. In diesem Schreiben wurden zwei irische Bischöfe in hervorgehobener Weise genannt. Mit der Anrede seniori Domnaldo wurde Domnall aus der Sicht Anselms zum führenden Bischof Irlands. Erst an zweiter Stelle folgte der damalige Bischof von Dublin Donngus Ua hAingliu. In diesem Schreiben klagte Anselm darüber, dass er entgegen seinem Willen das Amt des Erzbischofs annehmen musste. Entsprechend bat er darum, dass sie ihn in ihre Gebete aufnehmen mögen. Abschließend forderte er die irischen Bischöfe auf, sich bei Schwierigkeiten an ihn zu wenden.
Bemerkenswert war, dass in diesem Schreiben Domnall und nicht etwa der Bischof von Armagh als führender Bischof Irlands genannt wurde. Dies widersprach der traditionellen Vorrangstellung Armaghs. Der Grund hierfür war vermutlich die zu diesem Zeitpunkt in Armagh noch praktizierte Trennung des Amts des Nachfolger Patricks und des Bischofsamts, das dem Laien-Abt und Nachfolger Patricks Domnall Mac Amalgada mehr Macht und Ansehen einräumte als dem damaligen Bischof von Armagh Mael Pátraic Mac Ermedach. Dies sollte sich erst 1106 mit Cellach Mac Aodh ändern, der in Armagh beide Ämter vereinigte und sich der Reformbewegung anschloss.
Dessen ungeachtet wurde in Munster nach wie vor die traditionelle Führungsrolle Armaghs anerkannt. So wurde erst zwei Jahre zuvor, nachdem Diarmaid den Aufstand gegen seinen Bruder Muirchertach aufgab, der Friedensschluss in Gegenwart des Nachfolger Patricks Domnall Mac Amalgada und seiner wichtigsten Reliquie, dem Bachall-Isa (Stab Jesu), in Cashel und Lismore vollzogen.

## Beginn der Reformbewegung
Mit der Unterstützung von Muirchertach entstand eine Reformbewegung führender Bischöfe in Irland. Wir wissen um diese Gruppe dank eines Schreibens um 1096 an Anselm, das darum bat, Mael Iosa Ua hAinmire zum Bischof von Waterford zu weihen. Mael Iosa war ein gebürtiger Ire, der als Benediktinermönch in Winchester unter Bischof Walchelin diente. Unterzeichnet war die Petition von Muirchertach, seinem Bruder Diarmaid, Domnall, Maol Muire Ua Dunáin, Samuel von Dublin und Ferdomnach, dem Bischof von Leinster. Die weiteren Unterschriften, die die Mitgliederliste der Reformbewegung vervollständigen würden, sind von Eadmer beim Kopieren des Briefes weggelassen worden.
Anselm kam der Bitte nach und weihte Mael Iosa in Canterbury am 28. Dezember 1096 zum Bischof, womit sich die Gruppe der Reformer in Irland weiter vergrößerte. Domnall verstarb jedoch knapp zwei Jahre später. Die Führung des irischen Bischofskollegiums ging auf Wunsch von Muirchertach auf Maol Muire über, den Papst Paschalis II. kurz danach durch die Ernennung zum Legaten in dieser Funktion bestätigte.

## Sekundärliteratur
- James F. Kenney: The Sources for the Early History of Ireland: Ecclesiastical, 1929. Nachgedruckt zuletzt 1997 von Four Courts Press, Dublin. ISBN 1-85182-115-5. (Dieses Werk geht auf den Seiten 757–763 ausführlich auf die Korrespondenz der Erzbischöfe von Canterbury mit Irland ein.)
- Kathleen Hughes: The Church in Early Irish Society. 1966, Methuen, London. (Kathleen Hughes geht in diesem Werk auf den Seiten 259 und 298 auf die Korrespondenz der Erzbischöfe Canterburys Lanfrank und Anselm mit Irland ein.)
- Aubrey Gwynn und R. Neville Hadcock: Medieval Religious Houses Ireland. 1970, Longman, London, ISBN 0582-11229-X. (Dieses Werk geht auf den Seiten 86 und 87 auf die Geschichte von Killaloe ein einschließlich der Gründung als geistlichem Zentrum durch Brian Boru, dem nachträglich herangezogenen Heiligen Flannán und auf Domnall als ersten Bischof von Killaloe.)
- Aubrey Gwynn: The Irish Church in the Eleventh and Twelfth Centuries. 1992, ISBN 1-85182-095-7. (Dieses Werk geht auf Seite 100 auf die Bedeutung der Anrede seniori Domnaldo ein.)
- Marie Therese Flanagan: High-kings with opposition, 1072-1166. In: Prehistoric and Early Ireland, herausgegeben von Dáibhí Ó Cróinín, als erster Band der Reihe A New History of Ireland, Oxford University Press, 2005, ISBN 0-19-821737-4. (Hier findet sich auf den Seiten 906 und 907 ein Abschnitt über Domnalls Brief an Lanfrank und dessen Antwort.)

| Personendaten    | Personendaten       |
| ---------------- | ------------------- |
| NAME             | Domnall Ua hÉnna    |
| KURZBESCHREIBUNG | Bischof von Munster |
| GEBURTSDATUM     | 1021 oder 1022      |
| STERBEDATUM      | 22. November 1098   |